# Abbazia della Madonna della Gioia
L'abbazia della Madonna della Gioia (in cantonese 熙篤會神樂院 o 聖母神樂院, in lingua inglese Trappist Haven Monastery o Our Lady of Joy Abbey) è un monastero trappista sito a Tai Shui Hang, sull'isola di Lantau, Hong Kong.
Ha adottato il nome di "Our Lady of Joy Abbey" (abbazia di Nostra Signora della Gioia), ufficialmente, il 15 gennaio del 2000.
Il monastero può essere raggiunto con il traghetto di kai-to, da Peng Chau.